# پردازش سیگنال آزمون فراصوت
علی‌رغم این که روش آزمون فراصوت دارای مزایای زیادی است و می‌تواند به لحاظ نظری عیوب بسیار کوچک را تشخیص دهد، اما در عمل به علت وجود نویز قدرت تشخیص این روش بسیار پایین‌تر از مقادیر نظری است. نکته حائز اهمیت آن است که امروزه با وجود ترنسدیوسرهای با حساسیت‌های بالا که در این آزمون‌ها استفاده می‌شود، نمی‌توان انتظار بهبود قابل توجهی به لحاظ سخت‌افزاری در این زمینه داشت. در واقع برخلاف بسیاری از آزمون‌های دیگر در این روش محدودیت نه بر روی سخت‌افزار بلکه بر روی روش‌های مورد استفاده در پردازش سیگنال‌های فراصوت می‌باشد 